# Years Gone By
Years Gone By — третій студійний альбом Альберта Кінга, випущений лейблом Stax Records в 1969 році. У тому ж році альбом зайняв 46 позицію в хіт-параді R&B Albums журналу Billboard, і 133-у в хіт-параді The Billboard 200.

## Список композицій
1. «Wrapped up in Love Again» (Альберт Кінг) — 2:18
2. «You Don't Love Me» [інструментальна] (Віллі Коббс) — 3:28
3. «Cockroach» (Бетті Кратчер, Паркер) — 3:18
4. «Killing Floor» (Честер Бернетт) — 3:05
5. «Lonely Man» (Мілтон Кемпбелл, Боб Лайонс) — 2:39
6. «If The Washing Don't Get You, The Rinsing Will» (Гомер Бенкс, Кросс, Аллен Джонс) — 2:12
7. «Drownin' on Dry Land» (Мікі грегорі, Аллен Джонс) — 3:54
8. «Drownin' on Dry Land» [інструментальна] (Мікі Грегорі, Аллен Джонс) — 2:38
9. «Heart Fixing Business» (Гомер Бенкс, Аллен Джонс) — 2:41
10. «You Threw Your Love On Me Too Strong» (Альберт Кінг) — 3:14
11. «The Sky Is Crying» (Елмор Джеймс, Морган Робінсон) — 4:09

## Учасники запису
- Альберт Кінг — вокал, гітара
- Букер Т. Джонс — фортепіано, орган
- Стів Кроппер — гітара
- Дональд «Дак» Данн — бас
- Ел Джексон, мл. — ударні, продюсер